# Bangassila-Silmi-Mossi
Ne doit pas être confondu avec Bangassila-Mossi.
Bangassila-Silmi-Mossi est une localité située dans le département de Séguénéga de la province du Yatenga dans la région Nord au Burkina Faso.

## Santé et éducation
Les centres de soins les plus proches de Bangassila-Silmi-Mossi sont le centre de santé et de promotion sociale (CSPS) et le centre médical avec antenne chirurgicale (CMA) de Séguénéga.
Le village ne possède pas d'école primaire.